# 藤田悟
藤田 悟（ふじた さとる、1961年〈昭和36年〉 - ）は、日本の情報科学者。専門は、人工知能、XML高速処理。法政大学情報科学部ディジタルメディア学科教授。法政大学情報科学部前学部長。工学博士（東京大学）。

## 略歴
1984年、東京大学工学部電子工学科卒業。1986年、同大学大学院工学系研究科電子工学専攻博士前期修了。1989年、同大学大学院工学系研究科電子工学専攻博士後期修了。工学博士（東京大学）。同年4月3日 - 2008年3月31、日本電気。2008年4月、法政大学情報科学部ディジタルメディア学科教授。2020年 - 2024年、法政大学情報科学部長。
藤田悟研究室（コンピュータ基礎分野サービスシステム研究室）では、1.教員と学生は平等かつ対等なパートナーである、2.感謝の心を持つ、3.信頼の元に研究の楽しさを分かち合う、をポリシーとして研究を進めている（フジタウェイ）。人工知能学会、情報処理学会、電子情報通信学会所属。

## 論文
- 情報処理学会 藤田悟

## 受賞
- 2019年 Best Presentation AwardReal-time and Continuous Floor Fingerprint Identification[3]
- 2019年 優秀論文賞 スマートフォンを用いた床指紋照合
- 2018年 優秀プレゼンテーション賞 床指紋照合における傾斜補正手法
- 2017年 Presentation AwardFloor Fingerprint Verification Using a Gravity-Aware Smartphone
- 2016年 優秀プレゼンテーション賞 優秀論文賞床指紋を用いた位置推定